# Grote cubavink
De grote cubavink (Tiaris olivaceus) is een zangvogel uit de familie Thraupidae (tangaren).

## Kenmerken
De vogel is 10 tot 11 cm lang. Het is een kleine, groengrijze vink met oranje op de kruin en op de kin.

## Verspreiding en leefgebied
Deze soort telt vijf ondersoorten:
- T. o. pusillus: van oostelijk Mexico tot Ecuador en Venezuela
- T. o. intermedius: Cozumel (nabij zuidoostelijk Mexico)
- T. o. ravidus: Coiba (nabij zuidelijk Panama)
- T. o. olivaceus: Cuba, Isla de la Juventud, Kaaimaneilanden, Jamaica en Hispaniola
- T. o. bryanti: Puerto Rico en nabijgelegen eilanden